# Shuffle Along
Shuffle Along fue un musical creado en 1921, con música y letras de Noble Sissle y Eubie Blake. La obra se estrenó en Broadway (Nueva York) en 1921 y tuvo 504 representaciones, un número inusualmente alto para la época.
Este musical hizo famosos a las bailarinas Josephine Baker, Adelaide Hall y Florence Mills, así como a Fredi Washington y Paul Robeson. Se volvió a interpretar en 1933 y 1952. En 2016, se compuso un musical llamado Shuffle Along, or, the Making of the Musical Sensation of 1921 and All That Followed, basado en su historia.

## Argumento
Dos trabajadores deshonestos de un supermercado, Sam y Steve, se van a presentar para alcalde de una ciudad. Llegan al acuerdo de que si alguno de los dos gana en las elecciones el cargo de alcalde, ayudará al otro a ser jefe de policía. Sam gana las elecciones y cumple su promesa de ayudar a Steve a llegar a jefe de policía, pero empiezan a estar en desacuerdo en otros asuntos, y resuelven sus diferencias en un largo y cómico número. Mientras pelean, su oponente para el cargo de alcalde, Harry Walton, consigue atraer la atención de los ciudadanos para que lo elijan a él como alcalde y pueda desaparecer el clima de corrupción que reina en la ciudad. El pueblo elige a Harry, y asimismo, la encantadora Jessie, y echa a Sam y Steve de la ciudad.